# Slow Down (chanson de Douwe Bob)
Pour les articles homonymes, voir Slow Down.
Chansons représentant les Pays-Bas au Concours Eurovision de la chanson
Walk Along
(2015) Lights and Shadows
(2017)
Slow Down (en français « Ralentis ») est la chanson de Douwe Bob qui représente les Pays-Bas au Concours Eurovision de la chanson 2016 à Stockholm.
Le 10 mai 2016, lors de la 1re demi-finale, elle termine à la 5e place avec 197 points et est qualifiée pour la finale le 14 mai 2016, au cours de laquelle elle termine à la 11e position avec 153 points.